# Spirale archimedea

Un esempio quotidiano di spirale di Archimede è una corda arrotolata per terra, dove ogni spira ha la medesima larghezza

Una spirale archimedea o spirale di Archimede, così chiamata dal nome del matematico Archimede, è una curva che può essere descritta in coordinate polari {\displaystyle (r,\theta )} dalla seguente equazione:
{\displaystyle r(\theta )=a+b\theta ,}
con {\displaystyle a} e {\displaystyle b} numeri reali e {\displaystyle b} strettamente positivo. La modifica del parametro {\displaystyle a} ruota la spirale, mentre {\displaystyle b} controlla la distanza fra i bracci.
La spirale di Archimede si distingue dalla spirale logaritmica per il fatto che i bracci successivi hanno una distanza fissa (uguale a {\displaystyle 2\pi b} se {\displaystyle \theta } è misurato in radianti), mentre in una spirale logaritmica le distanze seguono una progressione geometrica.
Questa spirale archimedea ha due bracci, uno per {\displaystyle \theta >-a/b} e uno per {\displaystyle \theta <-a/b}. I due bracci hanno un raccordo liscio all'origine. Un braccio si ottiene dall'altro costruendo la sua immagine speculare rispetto a un opportuno asse.
Talvolta l'espressione «spirale di Archimede» è usato per un gruppo più generale di spirali:
{\displaystyle r(\theta )=a+b\theta ^{1/x}.}
La normale spirale archimedea si ottiene per {\displaystyle x=1}. Altre spirali che ricadono in questo gruppo sono la spirale iperbolica ({\displaystyle x=-1}), la spirale di Fermat ({\displaystyle x=2}), e il lituo ({\displaystyle x=-2}). Quasi tutte le spirali che si trovano in natura sono spirali logaritmiche, e non di Archimede.

## Equazione parametrica
La rappresentazione parametrica della spirale archimedea, al variare del parametro {\displaystyle \theta } in {\displaystyle {\biggl [}-{\frac {a}{b}},+\infty {\biggr )}}, è data da
{\displaystyle {\begin{cases}x(\theta )=(a+b\theta )\cos \theta \\y(\theta )=(a+b\theta )\sin \theta ,\end{cases}}}
con {\displaystyle a} e {\displaystyle b} numeri reali e {\displaystyle b} strettamente positivo.

## Curiosità

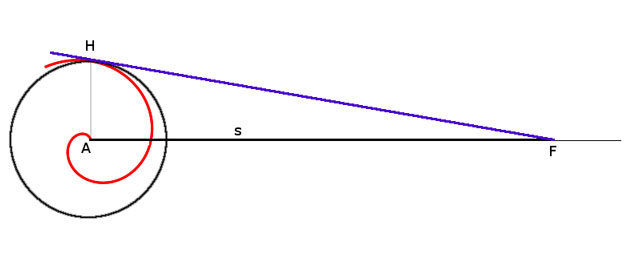

Il problema della rettificazione della circonferenza, che tanti sforzi costò agli antichi geometri, fu risolto anche da Archimede, introducendo una nuova curva, oltre a quelle generabili con il solo uso di riga e compasso. Questa era proprio la sua spirale. Egli riuscì a produrre un risultato che se si pensa agli strumenti matematici dell'epoca ha dell'incredibile.
Si consideri il cosiddetto primo cerchio di Archimede (si veda la figura a lato). Si tracci la retta {\displaystyle s} normale al raggio {\displaystyle AH} del primo cerchio di centro {\displaystyle A} e passante per l'origine della spirale. Si consideri, poi, la retta tangente alla spirale in {\displaystyle H} che interseca la retta {\displaystyle s} in un punto che chiamiamo {\displaystyle F.} Archimede dimostra che il segmento {\displaystyle FA} è la rettificazione della circonferenza del cerchio di raggio {\displaystyle AH}. Così facendo, Archimede, sposta il problema della rettificazione della circonferenza a quello di tracciare la tangente alla spirale, cosa che con il solo uso di riga e compasso è impossibile.